# خورخي لويس بيلا
خورخي لويس بيلا٬ ولد بتاريخ (3 أغسطس 1972) في براغ، جمهورية التشيك، وهو ممثل كوبي.
شارك في عديد المسلسلات اللاتينية أبرزها مسلسل قلوب حائرة٬ ديابلو٬ السعادة المفقودة ومسلسل في جلدة أخرى.

## روابط خارجية
- خورخي لويس بيلا على موقع IMDb (الإنجليزية)
- خورخي لويس بيلا على موقع ألو سيني (الفرنسية)
- خورخي لويس بيلا على موقع قاعدة بيانات الفيلم (الإنجليزية)
- خورخي لويس بيلا على موقع كينوبويسك (الروسية)